# Tropanisopodus andinus
Tropanisopodus andinus là một loài bọ cánh cứng trong họ Cerambycidae.